# Ik wil dat ons land juicht
Ik wil dat ons land juicht is een single van de Nederlandse zanger Guus Meeuwis uit 2006.

## Achtergrond
Ik wil dat ons land juicht is geschreven door Rob Thomas, Christian Karlsson, Henrik Jonback, Guus Meeuwis, Pontus Winnberg en Ruud van Nistelrooij en geproduceerd door Rob van Donselaar. Het is een bewerking van het lied This Is How A Heart Breaks van Rob Thomas. Het lied werd door Meeuwis samen met voetballer van Nistelrooy bewerkt tot een aanmoedigingslied voor het Wereldkampioenschap voetbal 2006. Meeuwis bracht het lied voor het eerst ten gehore tijdens een van de concerten van de serie Groots met een zachte G. De B-kant van de single is een cover van 15 miljoen mensen van Fluitsma & Van Tijn.

## Hitnoteringen
Het lied was zeer succesvol in Nederland. Het piekte op de tweede plaats in de Single Top 100 en op de vijfde plek in de Top 40. Toen het Nederlands Elftal tijdens de achtste finales uitgeschakeld werd, werd het lied ook gelijk minder populair. Het stond slechts vijf weken in de Single Top 100 en maar vier weken in de Top 40.